# Will Bynum
William Bynum, detto Will (Chicago, 4 giugno 1983), è un ex cestista statunitense.

## Palmarès

### Squadra
- Campionato israeliano: 1

Maccabi Tel Aviv: 2006-07
- Coppa di Lega israeliana: 1

Maccabi Tel Aviv: 2007

### Individuale
- NBA Development League Rookie of the Year Award (2006)
- All-NBDL First Team (2006)
- Miglior marcatore NBA D-League (2006)
- Ligat ha'Al MVP finali: 1

Maccabi Tel Aviv: 2006-07